# Damon and Pythias (film 1908)
Damon and Pythias è un cortometraggio muto del 1908 diretto da Otis Turner, basato sulla leggenda greca di Damone e Finzia. Nel 1914 lo stesso Otis Turner ne girò un remake, Damon and Pythias, interpretato da William Worthington e Herbert Rawlinson.
Il film segnò il debutto cinematografico di Robert Z. Leonard che, dopo l'interpretazione nel cortometraggio, divenne anche famoso regista, produttore e sceneggiatore.

## Trama
Nella mitologia greca, la leggenda di Damon e Pythias simboleggia la fedeltà, la lealtà e l'amicizia. Pythias, condannato a morte dal tiranno di Siracusa Dionisio I, chiese di poter tornare a casa per l'ultima volta per aiutare la sua famiglia, ma il re rifiutò credendo che non sarebbe mai ritornato. Damon allora chiese al re di essere ucciso al suo posto qualora Pythias non fosse ritornato. Pythias tornò appena in tempo, durante i preparativi per l'esecuzione di Damon. Il tiranno, stupito dalla grandezza della loro amicizia, li perdonò entrambi.

## Produzione
Il film fu prodotto dalla Selig Polyscope Company. Fu il primo film a due rulli girato dalla compagnia che, fino a quel momento, aveva prodotto solo cortometraggi a 1 rullo.

## Distribuzione
Distribuito dalla Selig Polyscope Company, il film - un cortometraggio in una bobina - uscì nelle sale cinematografiche statunitensi nel giugno 1908.